# Glypta extensor
Glypta extensor là một loài tò vò trong họ Ichneumonidae.